# 10803 Caléyo
10803 Caléyo è un asteroide della fascia principale. Scoperto nel 1992, presenta un'orbita caratterizzata da un semiasse maggiore pari a 2,6283525 UA e da un'eccentricità di 0,0334090, inclinata di 3,97072° rispetto all'eclittica.